# Ljubljanska kotlina
Ljubljánska kotlína s svojim severozahodnim koncem prehaja med Alpe in z južnim robom v Dinarski kras. Imenuje se po največjem in osrednjem mestu v kotlini, Ljubljani.
Njen pomen za prebivalstvo in gospodarstvo Slovenije večkrat presega obseg. Po narodnem dohodku na prebivalca so vse občine v njej v gornji polovici seznama slovenskih občin. Od vseh slovenskih makroregij izkazuje največjo gravitacijsko moč. To se vidi že po tem, da površina občin, ki imajo svoj sedež v sami kotlini, presega obseg kotline. V teh občinah živi več kot pol milijona prebivalcev.
Kotlina je največja ravnina v Sloveniji. Zaradi tektonskega ugrezanja v geološki preteklosti je postala pomembno sotočje alpskih in predalpskih rek. Te so v ledeni dobi nasule v kotlini plodno prst. Zaradi zmerne nadmorske višine uspevajo vse poljščine, kar je omogočalo gosto poselitev že v preteklosti.
Ker se je kotlina v mlajši dobi pogrezala ali zaostajala v dvigovanju za goratim obodom, priteguje iz široke okolice številne reke (Ljubljanica). Te so, izdolble globoke doline in s tem kotlino prometno odprle na vse strani, razen proti severu, kjer so visokogorske Karavanke in Kamniško-Savinjske Alpe. Po Ljubljanski kotlini tečeta reki Sava in Ljubljanica, med pritoke spadata tudi Sora in Kamniška Bistrica.
Vodna sila, prometnost in lega so ugodno vplivale na industrializacijo in urbanizacijo. V Ljubljanski kotlini je 13 mestnih naselij, ki pomenijo štiri desetine ali slabo polovico vsega mestnega prebivalstva republike Slovenije. Kotlina je imela že v rimskem času mestno naselbino Emona.
Razlike so velike že v kulturni pokrajini, ker imajo nekateri deli mnogo več gozda kot drugi. Te razlike so delno pogojene s kvartarnim dogajanjem. Starejše kvartarne naplavine, sprijete v konglomerat, prevladujejo predvsem v srednjem delu kotline. V severozahodnem in jugovzhodnem delu prevladujejo mlajše pleistocenske kamnine in na Ljubljanskem barju celo holocen. Med mlajšimi pleistocenskimi kamninami prevladuje nesprijeti prod, ki gradi Ljubljansko polje, Kamniškobistriško ter Kranjsko-Sorško polje. Po vsej Deželi in na Blejskem kotu prevladuje mlajši prod predvsem zato, ker je starejše naplavine preplavil ledeniški prod zadnje ledene dobe. V jugovzhodnem koncu pa so zaradi tektonskega pogrezanja würmske prodne in holocenske naplavine prekrile starejše kvartarne sedimentne kamnine.

Ljubljanska kotlina ima zmerno celinsko podnebje, kar pomeni razmeroma hladne zime ter vroča in soparna poletja.